# Joseph Bernhardt
Pour les articles homonymes, voir Bernhardt.
Joseph Nepomuk Bernhardt, né le 15 septembre 1805 à Theuern près d'Amberg et mort le 12 mars 1885 à Nymphembourg (Munich), est un portraitiste allemand. 

## Biographie
Joseph Bernhardt naît le 15 septembre 1805 à Theuern bei Amberg. Il effectue probablement un apprentissage de peintre d'armoiries avant 1820. Entre 1820 et 1827, il étudie la peinture d'histoire à l'académie des beaux-arts de Munich. À partir de 1825, il travaille comme professeur de musique, de 1830 à 1837 comme élève dans l'atelier du peintre de cour Joseph Karl Stieler à Munich. Dans les années 1830, Joseph Bernhardt passe quelque temps à Paris. Il y est élève dans l'atelier de Paul Delaroche. En 1837, il ouvre sa propre école de peinture à Munich, d'où sortiront notamment les peintres Joseph Resch et Richard Lauchert (en). À partir des années 1840, Joseph Bernhardt occupe de nombreux postes honorifiques et reçoit des récompenses de la Prusse et de la Bavière. En 1865, il prend un poste d'administrateur du château d'Aschaffenbourg. De 1883 à sa mort, il est pensionné au château de Nymphembourg à Munich.

## Œuvres
- Le roi Maximilien II en tenue de couronnement (Ingolstadt, musée de l'armée bavaroise).
- Portrait de Richard Wagner (collection privée, famille Feustel)
- Portrait du roi Ludwig II. (Edenkoben/Palatinat, Villa Ludwigshöhe)
- Portraits de membres de la famille v. Ponickau (collection privée)